# Königreich Córdoba (Krone Kastilien)
Das Königreich Córdoba (spanisch: Reino de Córdoba) war ein mit dem Königreich Kastilien-Léon verbundenes Herrschaftsgebiet im heutigen Spanien.
Begründet wurde das Königreich im Jahr 1236, als König Ferdinand III. der Heilige von Kastilien im Zuge der Reconquista das islamisch-maurische Taifa-Königreich von Córdoba eroberte. Als christliches Königreich wurde es nun mit der Krone Kastiliens verbunden, mit der es auch seine gesamte Geschichte über institutionell assoziiert blieb.
Zusammen mit den Königreichen Jaén (1246), Sevilla (1248) und Granada (1492) bildete Córdoba eines der vier Königreiche von Andalusien (cuatro reinos de Andalucía) der Krone von Kastilien. Im Zuge der durch den Innenminister Francisco Javier de Burgos durchgeführten territorialen Neugliederung Spaniens 1833 wurde das Königreich in die Provinz Córdoba eingerichtet, die wiederum mit den Provinzen Granada, Almería, Málaga, Cádiz, Huelva, Jaén und Sevilla die historische Region Andalusien bildete, die seit 1982 als eine der 17 autonomen Gemeinschaften Spaniens (Comunidad Autónoma) bis heute fortbesteht.